# Ruissaari (ö i Södra Karelen, Imatra, lat 61,21, long 28,63)
Ruissaari är en ö i Finland. Den ligger i sjön Saimen och i kommunen Ruokolax i den ekonomiska regionen  Imatra ekonomiska region  och landskapet Södra Karelen, i den södra delen av landet, 230 km nordost om huvudstaden Helsingfors. Öns area är 9,8 hektar och dess största längd är 0,8 kilometer i öst-västlig riktning.